# HDCAM

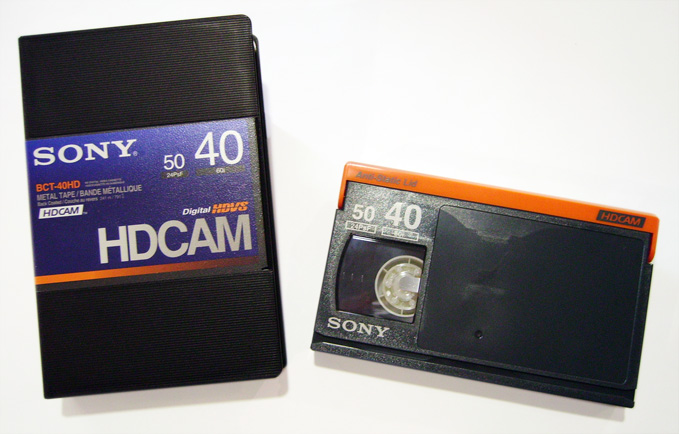
Boîtier et cassette HDCAM.

Le HDCAM est un format vidéo professionnel créé par Sony en 1997.
Il s'agit d'un format numérique Haute Définition en 16/9 natif.

## Historique
Après de nombreux essais, tests, consortiums sans aboutissement d'une norme uniformément ratifiée, Sony décide de sortir et imposer le format HDCAM en 1997.
Son atout majeur réside dans la conception d'un caméscope donnant ainsi de la portabilité à la Haute Définition : jusqu'alors, le signal devait être enregistré sur un ou plusieurs magnétoscopes séparés de la caméra. Pour exemple, la chaîne Japonaise NHK, pionnière de la Haute Définition, devait utiliser en France pour son bureau local, deux magnétoscopes D1 en parallèle ; le premier enregistrait la trame du haut, le second, celle du bas.
Il a été à l'origine développé pour le tournage avec une caméra Sony CineAlta de Star Wars, épisode II : L'Attaque des clones, à la demande de George Lucas, puis utilisé pour le tournage de film tels que Vidocq.
Son grand frère, utilisé au cinéma mais aujourd'hui abandonné, est le HDCAM SR.

## Caractéristiques techniques du HDCAM
- Norme : SMPTE D11
- Taille de l'image : 1440 x 1080 (1920x1080 sous-échantillonnée)
- Compression : De type M-JPEG/135 Mbit/s[1]
- Quantification : 8 bits
- Structure vidéo YCrCb : 3:1:1
- Débit enregistrement : 111.863 Mbit/s en 23,976PsF, 111.975 Mbit/s en 24PsF, 116.640 Mbit/s en 25PsF et 50i, 139.828 Mbit/s en 29,97PsF et 59,94i [2]
- Taux de compression : 7:1
- Cadence enregistrement :
  1. mode progressif : 23.976p, 24p, 25p, 30p
  2. mode entrelacé : 50i, 59.94i, 60i sur CINEALTA (HDW-F)
- Débit du flux HD-SDI : 1,5 Gbit/s
- Audio : 4 canaux d'audio numérique AES/EBU 20 bit-48 kHz

## Cinéma numérique
Le CineAlta est la déclinaison de gamme du HDCAM destinée au tournage cinématographique, c'est-à-dire qu'il gère le format 24p (utilisé en tournage vidéo dans le cas de report sur pellicule lors de la diffusion).